# Trimoto

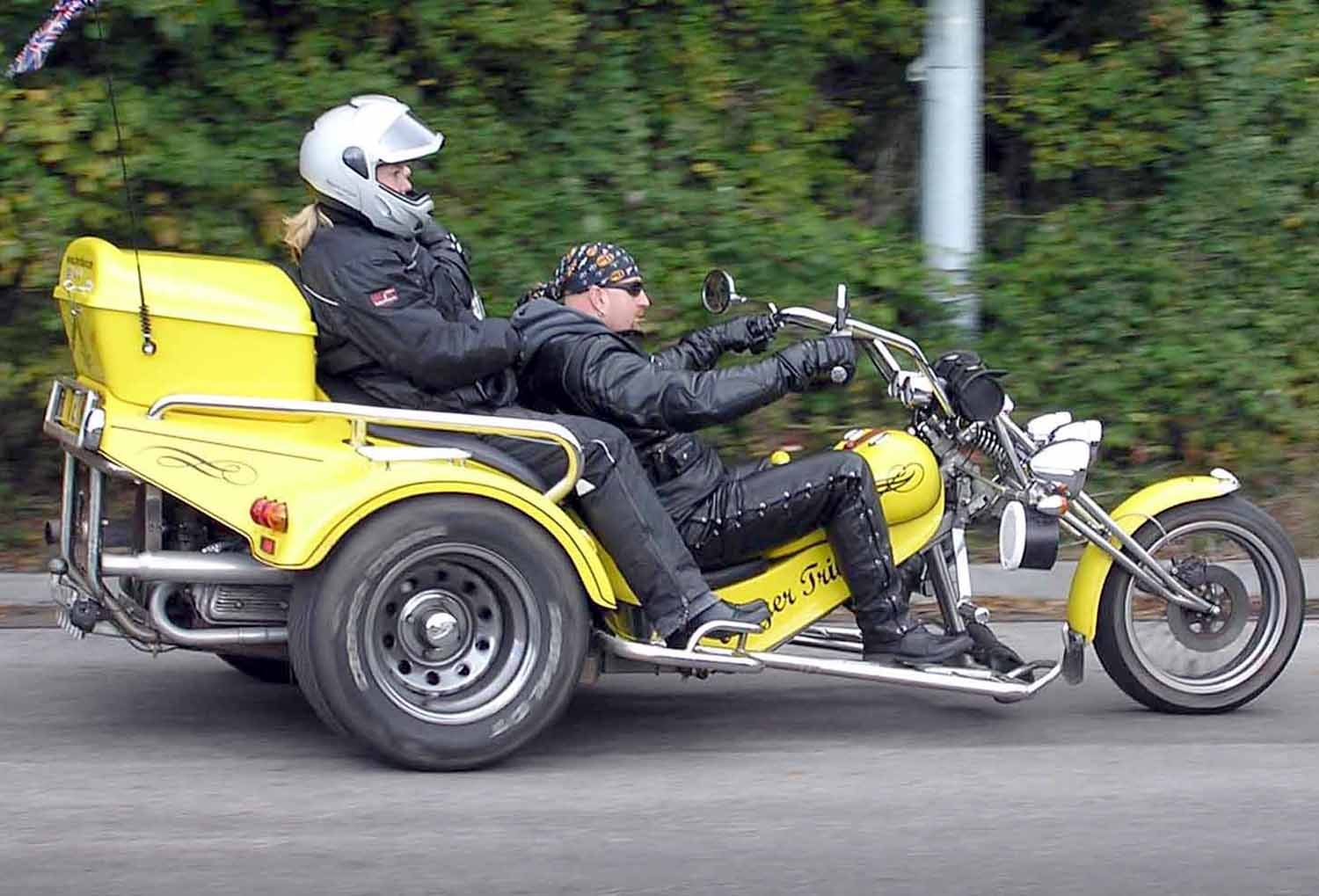
Trimoto en el rally de Bristol, Inglaterra. Imagen tomada por Adrian Pingstone en octubre de 2004 y liberada para dominio público.

La trimoto es un vehículo de tres ruedas, que se encuentra ubicada entre la motocicleta (dos ruedas) y la cuatrimoto (cuatro ruedas).
La trimoto parte del diseño básico de una motocicleta convencional. Sin embargo, el atractivo de las trimotos radica en su tercera rueda, ya sea en la parte delantera o trasera, la cual brinda una mayor seguridad al conductor en condiciones desfavorables (terreno irregular, baches, pavimento mojado, etc.).

## Historia
La última compañía en incursionar en el mercado de las trimotos fue Yamaha que en 2014 presentó la Tricity. Yamaha es la primera de las grandes fabricantes japonesas en incursionar en este mercado, pero es probable que sus competidores desarrollen sus propios modelos.
Esta última oleada de trimotos ha puesto trabajar a los ingenieros y diseñadores de las principales compañías del mundo de las motocicletas, lo cual es benéfico para el sector, debido a que impulsa el desarrollo de nuevas tecnologías y la innovación, en un mercado donde hace tiempo no se veía algo realmente nuevo.

## Modelos
- Piaggio MP3
- Yamaha Tricity